# He 115 (航空機)
ハインケル He 115
ドイツ軍の He 115
- 用途：水上雷撃機
- 製造者：ハインケル
- 運用者： ドイツ国（ドイツ空軍）他
- 初飛行：1937年8月
- 生産数：138機
- 運用開始：1939年
- 運用状況：退役

He115は、第二次世界大戦中にドイツの航空機メーカーであるハインケルが製造し、ドイツ空軍が使用していたレシプロ双発水上機である。当初は雷撃機として開発されたが、次第に沿岸哨戒や機雷敷設任務に使用されるようになった。

## 武装
7.92 mm (.312 in) MG 15 機関銃、20 mm MG 151 機関砲、7.92 mm (.312 in) MG 17 機関銃と20 mm MG FF 機関砲といった武装は様々であった。He 115が使用したその他の兵器は、LTF 5又はLTF 6b魚雷やSD 500 500 kg (1,100 lb)爆弾又はSC 250 250 kg (550 lb)爆弾があった。LMB III又はLMA機雷を投下した場合もあった。

## 運用の歴史

### ドイツ空軍

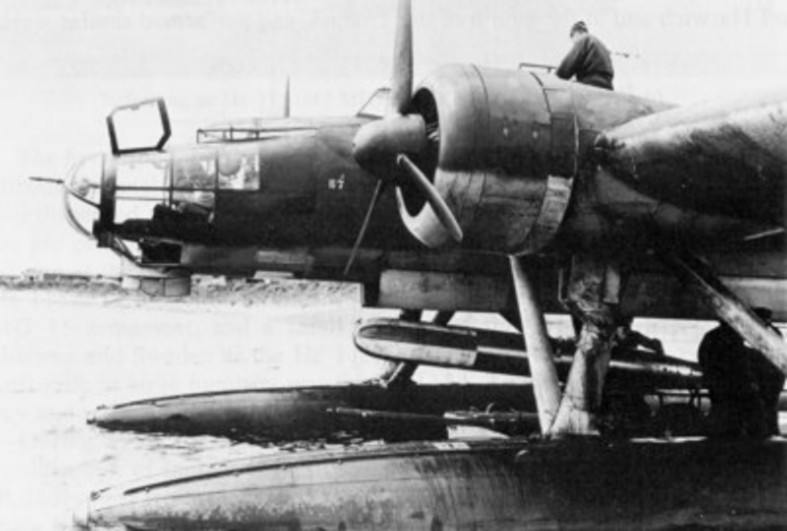
航空魚雷を懸架するドイツ軍のHe 115

戦争初期にHe 115は英国南岸の海の交通量の多い港近くの狭隘な水路に機雷をパラシュート投下する任務に使用されており、テームズ川も主要な目標であった。しかし、He 115にとって最も輝かしい時期は、ノルウェー北部の基地から北極船団を攻撃する任務に就いていたときであった。これらの船団には初めの頃に航空機による援護がついていなかったため、低速で比較的軽武装のHe 115でも重対空防御の英国沿岸を飛行していたときのように大きな問題にはならなかった。
後に航空母艦や護衛空母、ペトリャコフ Pe-3bisの様なソ連の重戦闘機が随伴するようになると船団上空の制空権は変化し、その結果ドイツ側の雷撃機の損失は増大した。
機雷敷設や雷撃任務での運用から外されるとHe 115は沿岸偵察任務に使用された。

### ノルウェー空軍

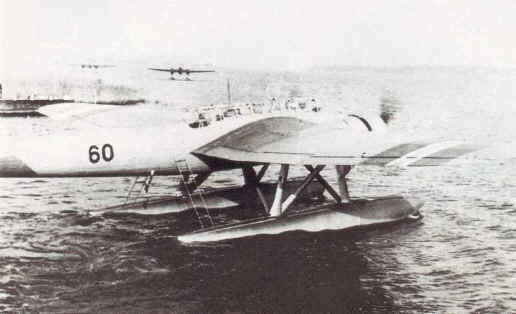
ノルウェーのHe 115N 1939-1940年

ノルウェー海軍航空隊の7機のHe 115A-2（内5機はHe 115N）が1940年4月から6月にかけてのドイツのノルウェー侵攻作戦に於いてドイツ軍に対して使用された。
ヨーロッパの情勢緊張の高まりに対してノルウェー国防省は1939年8月28日に6機のHe 115Nを発注した。1939年7月14日から11月13日にかけて発注した6機全てがノルウェー当局に納入された。He 115Nの発注は、1931年9月29日に初飛行を行い既に旧態化していたノルウェー設計／生産の海軍航空隊のフーヴァー MF.11複葉水上機を代替することを意図していた。
ノルウェーは1940年3月/4月に納入予定の別の6機のHe 115N購入契約に調印していたが、この第2次発注分の納入は1940年4月9日のドイツのノルウェー侵攻により実行されなかった。
侵攻が開始されたときにノルウェー海軍航空隊に就役中の6機のHe 115N（F.50, F.52, F.54, F.56, F.58, F.60）は、南部のソラとFlatøy、北部のトロムソ近くのSkattøraの1機と分散して配備されていた。侵攻の初期にスタヴァンゲル近郊Hafrsfjordの水上機基地にいた機体（F.60）はドイツ軍に鹵獲された。しかし、その代わりに4月10日に燃料切れにより緊急着陸を余儀なくされた2機の「ドイツ空軍」のHe 115（ノルウェー軍での登録コード：F.62とF.64）が、ヌールラン県、Glomfjord、エルネスにいた即席のノルウェー軍猟騎兵の民兵部隊とBrønnøysundの警察官により押収された。ノルウェー人搭乗員により運用されたこの2機は、侵攻作戦期間中に元の所有主に対して使用された。
ノルウェーのHe 115は、ナルヴィクの戦いでのノルウェー陸軍の防衛戦に対する近接支援活動と同様にドイツ及びドイツ管理下の船舶（HNoMS Ullerを参照）に対して使用された。1940年6月10日の降伏後に4機のノルウェー軍機（F.52、F.56、F.58とF.64）がイギリスへ飛び、5機目（F.50）はフィンランドに脱出してPetsamoのSalmijärvi湖に着水した。6機目のHe 115(F.54)もイギリスへ行こうとしたが、北海上空で失われた。ノルウェー最後のHe 115（F.62、ドイツに鹵獲された2機の内の1機）は脱出時には稼動状態に無く、仕方なくSkattøraに遺棄された後に修理されドイツ軍が使用した。

### イギリス空軍
退避してきた4機は当初バッゲ（Bugge）中佐の指揮下でノルウェー人のヘレンスバラ・グループとして再編成された。
亡命ノルウェー人のニューゴールスヴォルド内閣はイギリスに到着して間もなくこの4機のHe 115をノルウェー上空でのビラ散布任務に使用する計画をたてた。ビラ散布任務は、ノルウェー亡命政府が英国で発足したことと亡命政府はナチス・ドイツによる如何なるドイツ - ノルウェー間の和平交渉にも応じないという状況を占領下のノルウェー国民に宣言するためであった。ノルウェーの4機のHe 115は1940年7月3日に任務を遂行するためにヘレンスバラからスカパ・フローへの移動命令を受けたが、1機がエンジン故障のためにヘレンスバラに引き返した。スカパ・フローに集結した3機のHe 115はノルウェーに飛び、オスロ、ベルゲン、トロンハイムの街に宣言ビラを投下するように命令を受けた。任務が実施される直前になって英航空省が介入してきて、このような作戦に低速のHe 115を使用しようということは自殺行為であると主張して飛行を止めさせた。3日後、3機のノルウェー機はヘレンスバラに戻ってきた。
3機のノルウェーのHe 115（F.56、F.58とF.64）は、続いてノルウェー人搭乗員によるノルウェー沖合いと地中海での隠密作戦に使用された。英軍の任務ではこの3機は新しい識別番号のBV184、BV185、BV187が与えられた。BV184機は、1942年春にフランスの漁船との共同作業中にビスケー湾上空で2機のポーランド人操縦士のスーパーマリン スピットファイア戦闘機に攻撃され破損し、後に英国内で給油作業中に火災を起こして失われた。BV185機は、北アフリカでのたった1回の秘密作戦の飛行を行った後、マルタのKalafranaでイタリア軍の空からの強襲で破壊された。BV187はマルタを拠点にして北アフリカ海岸で幾度かの作戦飛行を行ったが、最終的に2機のドイツ空軍のメッサーシュミットBf109に攻撃され破壊された。

### フィンランド空軍

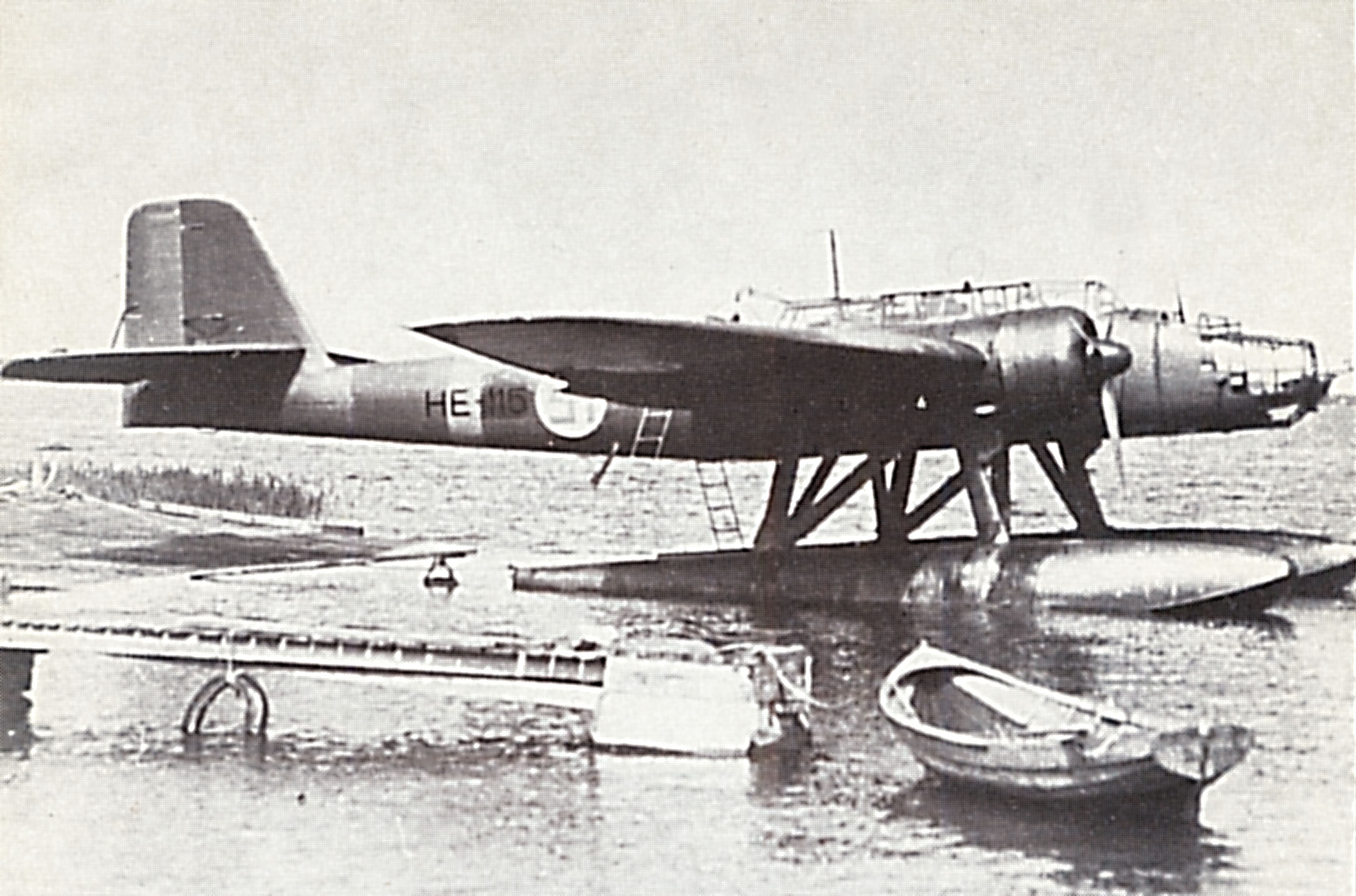
フィンランド空軍のHe 115N

フィンランドに避難してきた1機のノルウェーの機体(F.50)が接収されて後にフィンランド空軍の第44飛行隊(LLv.44)により「シッシ部隊の兵員を運搬するのに使用された。この任務に於いてHe 115は着陸するために広大な空間の要せずに湖面に着水でき非常に有用であることを証明した。この機体は1943年7月4日に東カレリアの赤軍戦線背後で墜落するまでこの任務に使用された。

### スウェーデン空軍
スウェーデン空軍は自国での型式名「T 2」、空軍での登録記号101 - 112として12機のHe 115A-2を運用した。もう6機を発注したが第二次世界大戦が勃発したためにこれらが納入されることは無かった。運用された機体は丈夫で搭乗員たちからの評判も良く、1952年まで退役しなかった。
スウェーデンのT 2は第二次世界大戦の間を通して任務に就き、スウェーデンの中立政策を堅持、実施するために様々な貢献をした。T 2は雷撃やその他に通常爆撃、煙幕散布、長距離偵察といった任務で時代遅れとなった「T 1」（ハインケル HD 16）の代替機とされた。12機中5機のT 2がスウェーデン空軍に就役中の事故で失われた。

## 試作機
5機の試作機が開発に使用された：
- He 115 V1：1937年8月、8つの積載／速度記録を樹立。
- He 115 V2：1937年11月、V1号機に類似。.
- He 115 V3：1938年3月、標準となったガラス張りのコックピットを導入。
- He 115 V4：1938年5月、胴体とフロートの間に支持張り線を導入した量産型試作機。
- He 115 V5：1939年.

## 派生型
He 115の基本設計は長い就役期間中に顕著な変更は無かった。数少ない主な差異は武装とアヴィオニクスであつた。もう一つ注意すべき点は、新しい1941年に生産が再開されたときに出現した「E型」は武装の変更を除いて事実上「C型」と同型であったことである。
- He 115A-0：1丁の機関銃で武装した10機の前量産型。
- He 115A-1：機首に機関銃を追加。
- He 115A-2：A-1に類似した型、ノルウェーとスウェーデンに輸出。
- He 115A-3：改良型爆弾倉と通信機器の変更
- He 115B-0：'B'-シリーズは 燃料と爆弾搭載量の改善型で、1,000 kg (2,200 lb) 磁気機雷を搭載できた。
- He 115B-1：搭載燃料量を増加。
  - He 115B-1/R1
  - He 115B-1/R2
  - He 115B-1/R3
- He 115B-2：氷上と雪上での運用のためにフロートを強化。
- He 115C-1：武装を追加。
  - He 115C-1/R1
  - He 115C-1/R2
  - He 115C-1/R3
  - He 115C-1/R4
- He 115C-2：B-2と同様にフロートを強化。
- He 115C-3：機雷敷設型。
- He 115C-4：雷撃機型。
- He 115D：1,193 kW (1,600 hp)の BMW 801C エンジンを搭載、1機のみ
- He 115E-1：武装を刷新した「C型」の類似型

## 現存機

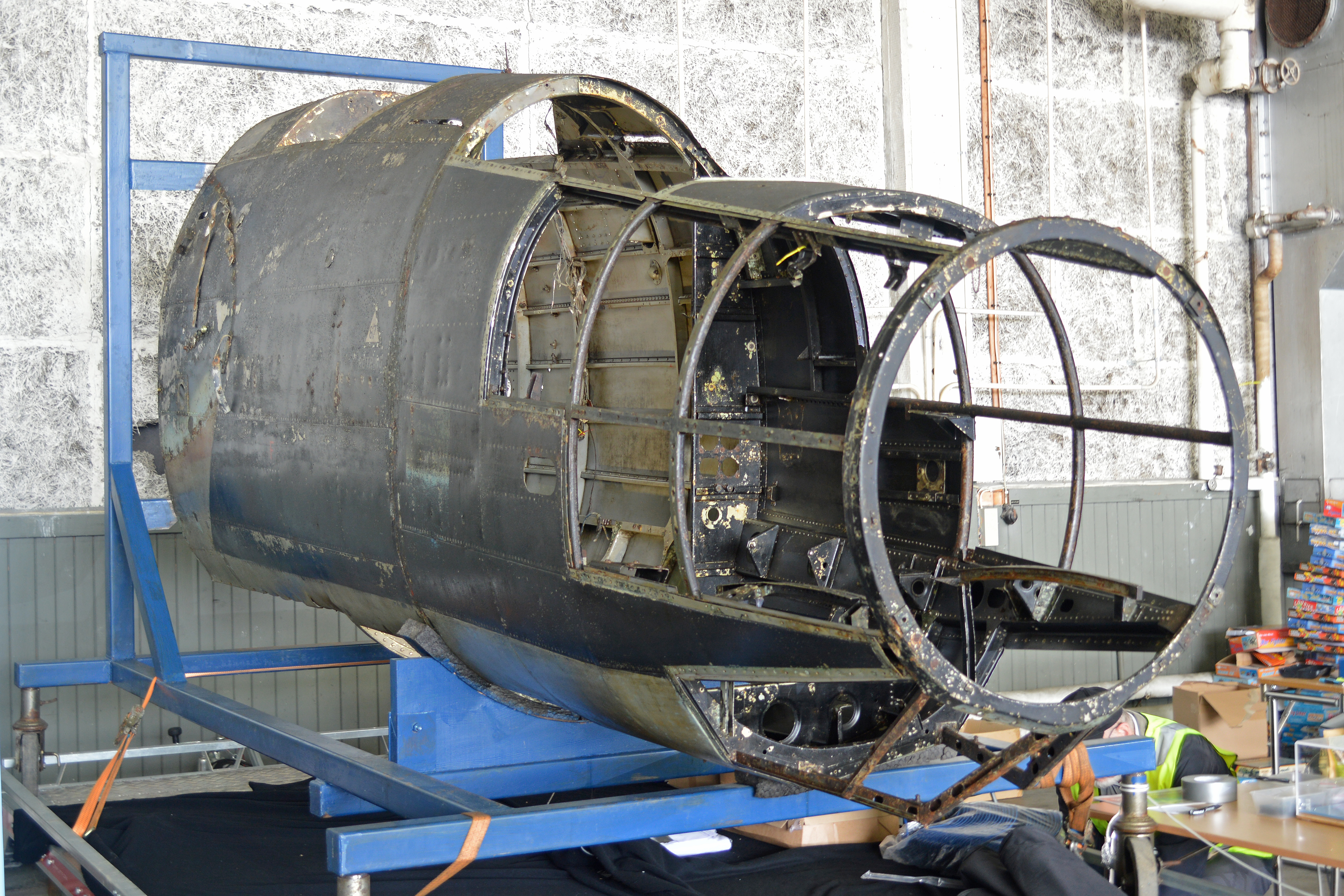
航空歴史博物館に展示されている2398号機の機種

- A-2 3043?号機 - ロシアで回収された機体。現在、フランスの個人が所有している。
- B-1 2398号機 - 第1航空団第906沿岸偵察隊（1 Staffel, Seefernaufklärungsgruppe 906）に所属していた機体で、2012年6月にノルウェーのハフスフィヨルドから引き揚げられた。現在、スタヴァンゲル近郊の航空歴史博物館で保管・展示されている[6]
- 形式・製造番号不明 - 2013年にノルウェー・トロンデラーグ地方のリミンゲン湖の湖底に沈んでいることが確認された機体[7]

## 運用
ブルガリア王国
- ブルガリア空軍

 フィンランド
- フィンランド空軍

 ドイツ国
- ドイツ空軍

 ノルウェー
- ノルウェー空軍

 スウェーデン
- スウェーデン空軍

 イギリス
- イギリス空軍

## スペック
(He 115B-1) 
- 全長： 17.30 m
- 全幅： 22.27 m
- 全高： 6.60 m
- 翼面積： 87.5 m2

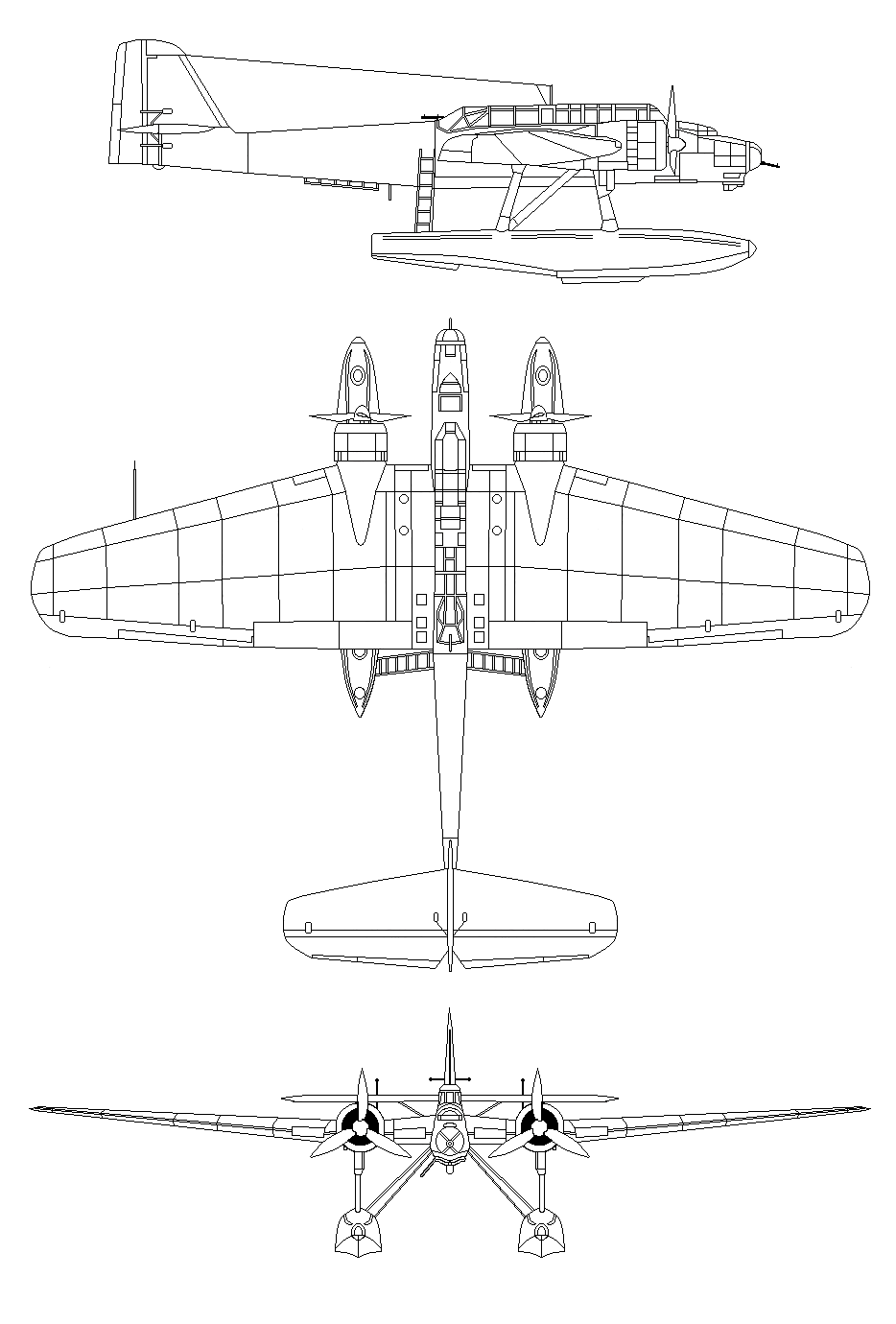
3面図

- 翼面荷重： 103.8 kg/m2
- 空虚重量： 5,290 kg
- 全備重量： 10,400 kg kg
- エンジン： BMW 132K 960 hp × 2
- 最大速度： 327 km/h
- 航続距離： 2,100 km
- 巡航高度： 5,200 m
- 武装
  - 1 ×  7.92 mm (.312 in) MG 17 機関銃（固定）と 1 × 回転 7.92 mm (.312 in) MG 15 機関銃 胴体背面と機首
  - 5 ×  250kg (551lb) 爆弾、又は魚雷 1,764lbs (800kg)
  - 1 ×  920kg (2,028lb) 機雷[8]
- 乗員： 3名